# Alfred Thiel

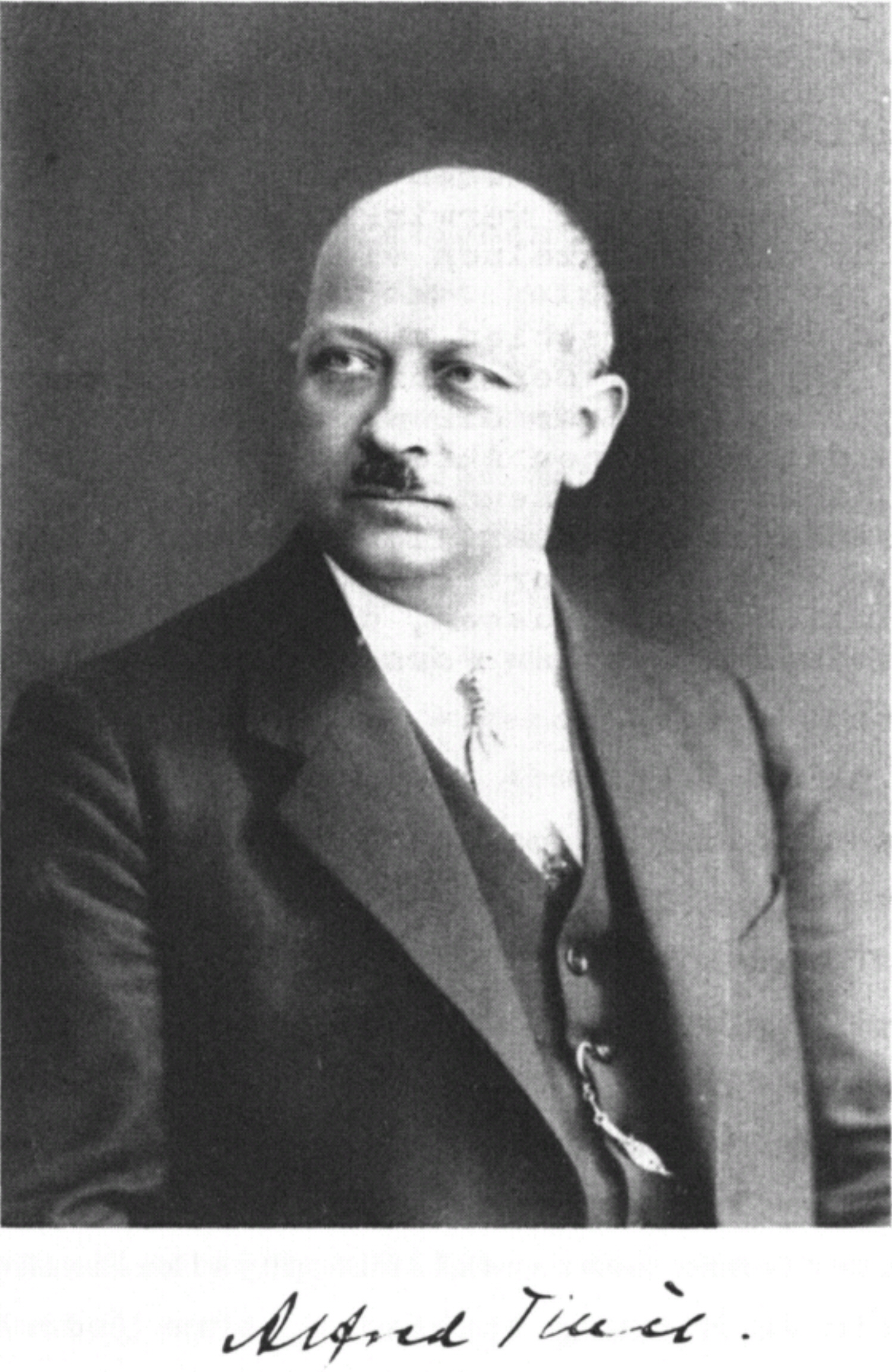
Alfred Thiel (1913)

Alfred Thiel (* 25. Mai 1879 in Waldenburg (Schlesien); † 20. Juni 1942 in Marburg) war ein deutscher Chemiker und physikalischer Chemiker und Hochschullehrer an der Universität Marburg.

## Leben und Werk
Thiel studierte 1897 bis 1900 Chemie in Breslau, München sowie Clausthal; sein Lehrer in der gemeinsamen Zeit an der Vereinigten Bergakademie und Bergschule Clausthal war Friedrich Wilhelm Küster. Thiel wurde 1900 in Gießen promoviert, da Clausthal erst 1919 Promotionsrecht erhielt. 1904 habilitierte er sich in Münster in Physikalischer Chemie und war anschließend dort als Privatdozent tätig. In Münster wurde er 1907 Abteilungsvorstand am Chemischen Institut und 1909 außerordentlicher Professor. 1911 wurde er erster planmäßiger außerordentlicher Professor an der Universität Marburg.  1913 wurde ein eigenes Institut für physikalische Chemie eingerichtet, 1919 wurde er zum ordentlichen Professor und erster Direktor des Instituts für Physikalische Chemie. 1926/1927 war er Dekan der Philosophischen Fakultät und 1931/1932 der Rektor der Universität. Er unterzeichnete im November 1933 das Bekenntnis der deutschen Professoren zu Adolf Hitler. 1941 wurde er aus Gesundheitsgründen beurlaubt. Sein Assistent war Ernst Baars. Thiels Grabstätte ist auf dem Hauptfriedhof Marburg, Ockershäuser Allee.
Thiel erforschte u. a. das Element Indium, die Dissoziationskonstante von gelöstem Kohlenstoffdioxid und die chemischen Indikatoren.
Sein Name ist Chemikern durch das 1894 von Friedrich Wilhelm Küster erstmals aufgelegte Buch Rechentafeln für die Chemische Analytik geläufig, das er von 1917 bis 1942 weiterführte und das gegenwärtig (2016) in der 108. Auflage vorliegt. Er war zudem Herausgeber der beim Verlag Walter de Gruyter & Co. ab 1938 erschienenen Schriftenreihe Arbeitsmethoden der modernen Naturwissenschaften, die das Gesamtgebiet der Naturwissenschaften und deren Grenzgebiete, besonders alle Gebiete der Chemie umfasst.

## Schriften
- mit Friedrich Wilhelm Küster: Lehrbuch der allgemeinen, physikalischen und theoretischen Chemie. 1913
- als Hrsg. mit Friedrich Wilhelm Küster: Logarithmische Rechentafeln für Chemiker. 1911 u.ö.; 51.–55., verbesserte und vermehrte Auflage (unter dem Titel Logarithmische Rechentafeln für Chemiker, Pharmazeuten, Mediziner und Physiker). Walter de Gruyter & Co., Berlin 1942; später Rechentafeln für die chemische Analytik
- mit Robert Strohecker und H. Patsch: Taschenbuch für die Lebensmittelchemie. Hilfstabellen für die Arbeiten des Chemikers, Lebensmittelchemikers, Gärungschemikers, Fettchemikers, Wasserchemikers und verwandter Berufe. Walter de Gruyter & Co., Berlin 1938 (in der Reihe Arbeitsmethoden der modernen Naturwissenschaften).
- Absolutkolorimetrie. Walter de Gruyter & Co., Berlin 1939 (in der Reihe Arbeitsmethoden der modernen Naturwissenschaften).